# Лакшмана

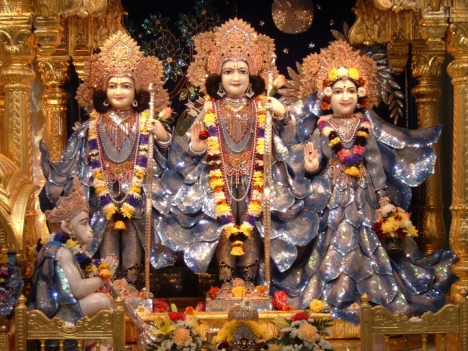
Лакшмана (ліворуч) з Рамою (у центрі), Сітою (праворуч) і Хануманом (на колінах) — Бгактіведанта-Менор, крішнаїтський храм, Уотфорд, Англія

Лакшмана або Лакшман(санскр. लक्ष्मण, Lakṣmaṇa IAST, «сприятливий»; малай. Laksmana; кхмер. Phreah Leak) — син Сумітри, також один з синів Дашаратха поруч з Рамою, Бхаратой і Шатрунгною, що з'явилися на світ після поїдання їх матерями священного пасайма. Він постійно ходить за Рамою і утворює з ним ніби єдине ціле (як папуга нерозлучники), мудрець Васіштха також назвав Раму і Лакшману втіленими божественними силами також як Нара-Нараяна. У щасливий день сяйва зірки Уттар-пхальгуні зіграли одночасно весілля Рами, Лакшмана, Бхарати і Шатругни. Лакшмана одружився з Урміле. Лакшмана не міг жити без Рами і тому першим погодився піти у вигнання разом з Рамою.
Також всіляко допомагав Рамі під час його вигнання в лісі і будував очеретяні хатини для Рами і Сіти. Лакшмана виконав борг кшатрія (воїна) на Шрі-Ланці, убивши безліч ракшасів, але в сутичці з Мегандою отримав важку рану від зброї Шакті. Негайно син вітру Хануман переніс з Гімалаїв пагорб Санджіві з цілющою травою, здатної повернути до життя, і Джамбован, також перенесений в табір ванаров, швидко вилікував Лакшману. Повний сил Лакшмана вступив у сутичку з Індражітом ще раз, і цього разу Меганда був невидимим, але Лакшмана випустив у нього священну стрілу і здобув перемогу.
Весь шлях Лакшмана був наповнений любові і відданості до Шрі Рамі, оскільки він знав, що Рама — втілення бога на Землі і тому завжди був з ним поряд і віддано виконував всі його накази.